# Articolo (linguistica)
L'articolo (dal latino articulus, da artus, "membro", "arto"; in greco ἄρθρον árthron) è un morfema con la funzione di determinante di un sostantivo, nel senso che ne specifica alcune caratteristiche semantiche: l'articolo, infatti, esplicita l'opposizione pragmatica tra tema e rema o tra classe e membro.

## Caratteristiche generali
Per lo più, l'articolo assume la forma di una particella. Nelle lingue in cui è soggetto a flessione, è collegato specialmente a genere e numero del sostantivo e, in alcune lingue, come il greco, anche al caso grammaticale. In funzione della lingua, l'articolo viene usato declinandolo secondo tutte queste variabili.
L'articolo è in genere un clitico. Per lo più si colloca nelle stesse posizioni di altri determinanti, ma sintatticamente è dipendente in maggior misura dal nome cui si riferisce, in particolare perché non può essere pronominalizzato. In alcune lingue precede il nome ed è quindi un proclitico (il libro, el libro, the book), in altre è un enclitico (huset, in svedese "la casa", determinativo di hus; omul, in rumeno "l'uomo", determinativo di om).
In genere, determinatezza e notorietà dei concetti espressi sono considerate universali linguistici, ma l'articolo non è l'unica forma possibile per esprimerle. Per esempio, finnico, russo e ceco non usano articoli e adottano invece strategie diverse, come la diversa collocazione dei vari costituenti. Tra le lingue europee, l'articolo è assente nelle lingue slave (con l'eccezione del bulgaro e del macedone), lingue baltiche e lingue uraliche, figura nelle due forme determinativa e indeterminativa nelle lingue latine, nel greco e nelle lingue germaniche occidentali e figura nella sola forma determinativa nelle lingue celtiche. Nelle lingue scandinave è invece usato solo nella forma indeterminativa, mentre alla forma determinativa è un suffisso aggiunto al sostantivo. Nella lingua araba si utilizza il solo articolo determinativo. L'articolo è assente nel latino, nel giapponese e nel cinese.
Si distinguono generalmente articoli determinativi, indeterminativi e partitivi. Nelle lingue germaniche vi sono anche articoli usati per esprimere assenza o negazione.

## Articoli determinativi

### Italiano
|            | maschile | maschile             | femminile    |
| davanti a: | vocale, i e u semiconsonantiche, s impura, x, y, z, e i gruppi pt, gn, ps, cn, h aspirata e, variabilmente, pn | tutti gli altri casi | tutti i casi |
| singolare  | lo (l') | il                   | la (l')      |
| plurale    | gli (gl') | i (li)               | le (l')      |

Unica eccezione: il dio ha plurale gli dèi a causa del processo di deglutinazione.

#### Uso
L'articolo determinativo si usa:
- quando il nome si riferisce a una cosa sola, ben precisa
- con gli aggettivi e i pronomi possessivi
- con nomi astratti o di significato generale, compresi i colori
- con parti del corpo o vestiti
- con le date, se non sono precedute dai giorni della settimana
- nelle descrizioni fisiche, con il verbo avere
- prima del cognome di una famiglia o di un casato
- davanti a titoli di rango o professioni seguiti da un nome
- davanti a nomi di persone famose (alla latina, come a dire "il famoso" o "proprio quello")

Può inoltre essere usato davanti ai nomi propri femminili, quando sono adoperati in registro familiare-affettivo, ma non davanti ai nomi propri maschili.
Viene invece omesso nei seguenti casi:
- con gli aggettivi possessivi di fronte a nomi di parentela singolari
- nelle descrizioni e nelle numerazioni
- nelle apposizioni
- davanti ai nomi di città, tranne quando è parte integrante del nome: La Spezia, L'Aquila, Il Cairo, Il Pireo, La Mecca, L'Aia. Anche in questo caso l'articolo segue le normali regole grammaticali, in particolare per l'uso delle minuscole e della formazione di preposizioni articolate
- in una serie di espressioni particolari:
  - nella maggioranza delle locuzioni avverbiali (in fondo, di proposito, a zonzo)
  - nelle espressioni che hanno valore di avverbi qualificativi (con audacia, con intelligenza, con serenità)
  - con i complementi di luogo, in alcuni casi (tornare a casa, abitare in campagna, recarsi in chiesa)
  - davanti a nomi che formano con il verbo una sola espressione predicativa (aver(e) fame, sentire freddo, prendere congedo)
  - nelle locuzioni in cui un sostantivo integra il significato di un altro (carte da gioco, sala da pranzo, abito da sera) e nei complementi predicativi (comportarsi da galantuomo, parlare da esperto, fare da padre)
  - in alcuni espressioni di valore modale o strumentale (in pigiama, in bicicletta, senza cappotto)
  - nelle frasi proverbiali (buon vino fa buon sangue, can che abbaia non morde)
  - nei titoli dei libri o dei capitoli (Grammatica italiana, Canto quinto) e di insegne (Entrata, Uscita, Arrivi, Partenze, Merceria, Ristorante, Giornali...)
  - in alcune espressioni formate da verbo + preposizione + nome (parlare di sport, giocare a scacchi (o agli scacchi), prendere qualcuno per matto)
  - per ragioni di brevità, nel linguaggio telegrafico e nella piccola pubblicità dei giornali (partecipiamo vostra gioia, vendo appartamento zona centrale)
  - con la preposizione senza, l'articolo indeterminativo si può esprimere o meno (girare senza (una) meta, offendersi senza (un) motivo apparente)

### Altre lingue
Le lingue romanze sono quelle con un uso dell'articolo più simile a quello italiano:
|                     | italiano    | spagnolo | catalano | portoghese | galiziano | occitano | francese | rumeno                | sardo    | veneto   |
| maschile singolare  | il, lo (l') | el       | el, l'   | o          | o         | lo, (l') | le (l')  | -l, -ul caso obl.-lui | su (s')  | el, (l') |
| maschile plurale    | i, gli (li) | los      | els      | os         | os        | los      | les      | -i caso obl.-lor>     | is / sos | i        |
| femminile singolare | la (l')     | la, el   | la (l')  | a          | a         | la, (l') | la (l')  | -a, -ua caso obl.-ei> | sa (s')  | ła, l'   |
| femminile plurale   | le          | las      | les      | as         | as        | las      | les      | -le caso obl.-lor>    | is / sas | łe       |

Derivano per lo più dal dimostrativo latino ille, illa ("quello", "quella"), con l'eccezione del sardo, in cui discendono dal determinativo accusativo latino ipsum, ipsam, ipsos, ipsas ("stesso", "stessa", "stessi", "stesse").

## Articoli indeterminativi

### Italiano
|            | maschile                                                                                          | maschile             | femminile    |
| davanti a: | i semiconsonantica, s impura, x, y, z, e i gruppi pt, gn, ps, cn, h aspirata e, variabilmente, pn | tutti gli altri casi | tutti i casi |
| singolare  | uno                                                                                               | un                   | una (un')    |
| plurale    | --                                                                                                | --                   | --           |

In italiano non esiste l'articolo indeterminativo plurale, dato che in espressioni come gli uni e gli altri ha il ruolo di pronome.
Dove si userebbe l'articolo indeterminativo plurale, l'italiano utilizza l'articolo partitivo o aggettivi indefiniti come alcuni o qualche ("alcuni libri", "qualche libro").

#### Uso
L'articolo indeterminativo viene usato:
- con i sostantivi non numerabili
- davanti a nomi di professioni o che indicano un'intera categoria
- con i nomi propri di persona o i cognomi che indicano un'opera d'arte
- nell'espressione un po'

Nell'ortografia della lingua italiana l'articolo indeterminativo vuole il segno ortografico dell'apostrofo quando è seguito da un nome di genere femminile, mentre è un errore aggiungerlo quando il nome è di genere maschile. Esempi:
- seguito dal genere femminile: un'estate, un'emozione, un'icona, un'eccezione, un'anta, un'oca, un'idea;
- seguito dal genere maschile: un orologio, un elicottero, un incauto, un eremo, un elefante, un antipatico.

### Altre lingue
Come per l'articolo determinativo, anche per quello indeterminativo le maggiori somiglianze si hanno con le lingue romanze:
|                     | italiano   | spagnolo | catalano | portoghese | galiziano | occitano | francese | rumeno               | sardo | veneto    |
| maschile singolare  | un, uno    | un       | un       | um         | un        | un       | un       | un caso obl. unui    | unu   | on, un    |
| maschile plurale    | -(alcuni)- | unos     | uns      | uns        | uns       | de       | --       | nişte caso obl. unor | unos  | -(dei)-   |
| femminile singolare | una (un')  | una      | una      | uma        | unha      | una      | une      | o caso obl. unei     | una   | na, una   |
| femminile plurale   | -(alcune)- | unas     | unes     | umas       | unhas     | de       | --       | nişte caso obl. unor | unas  | -(de łe)- |

### Articolo nel greco antico
Nacque nell'indoeuropeo con funzione determinativa, cioè dimostrativa in forma di pronome; il processo fu analogo a quello del dimostrativo latino ille - illa illud, così come per le lingue romanze (il - la - lo). Nella ricostruzione dell'originale indoeuropeo si ha un *so- e *sa-, in cui la sibilante man mano si è indebolita passando ad aspirata con lo spirito nella forma tipica allungata del dialetto ionico-attico: *so > ὁ e *sa > ἡ. Da un tema *to-/-ta si è formato il resto della declinazione dell'articolo greco, che comprende i tre generi (maschile, femminile, neutro), e i numeri (singolare, duale, plurale), rispecchiando le terminazioni della II declinazione greca per il maschile e il neutro, mentre per il femminile la I declinazione dell'α impuro lungo.
I casi retti derivano probabilmente da un'originaria forma *τοδ, analoga a quella dei pronomi neutri latini (illud - istud - aliud), con caduta della dentale in fine di parola; le forme del nominativo plurale in origine erano le enclitiche τοι e ται attestate nel dialetto omerico, per poi uniformarsi in οἱ e αἱ. 
L'articolo ha funzione determinativa, l'indeterminativo non esiste, ma è sostituito da alcune particelle come μεν e δε per indicare "questo" o "quello".
| Caso     | MASCHILE        | FEMMINILE           | NEUTRO          |
| -------- | --------------- | ------------------- | --------------- |
| SING. N. | ὁ il,lo         | ἡ la                | τό il,lo        |
| SING. G. | τοῦ del, dello  | τῆς della           | τοῦ del, dello  |
| SING. D. | τῷ al, allo     | τῇ alla             | τῷ al, allo     |
| SING. A. | τόν il, lo      | τήν la              | τό il, lo       |
| DU. N.A. | τώ i due        | τά le due           | τώ i due        |
| DU. G.D. | τοῖν dei/ai due | ταῖν delle/alle due | τοῖν dei/ai due |
| PL. N.   | οἱ i,gli        | αἱ le               | τά i, gli       |
| PL. G.   | τῶν dei,degli   | τῶν delle           | τῶν dei, degli  |
| PL. D.   | τοῖς ai,agli    | ταῖς alle           | τοῖς ai, agli   |
| PL. A.   | τούς i,gli      | τάς le              | τά i, gli       |

- L'articolo non ha il vocativo, a differenza delle 3 declinazioni, si usa l'interiezione ὦ
- Le forme del femminile duale sono solitamente sostituite dalle forme maschili.
- Per l'accento si osserva che, escluse le proclitiche, i nominativi e accusativi hanno l'acuto, mentre i genitivi e dativi singolari, plurali e duali hanno il circonflesso.

## Articoli partitivi
L'articolo partitivo indica una quantità indeterminata che fa parte di un insieme più grande o generale, da cui è tolta:
- maschile singolare: del, dell', dello
- femminile singolare: della, dell'
- maschile plurale: dei, degli
- femminile plurale: delle

Come accennato, le sue forme plurali fungono anche da forma plurale dell'articolo indeterminativo. Si tratta del resto dell'uso più comune del partitivo in italiano.

## Gli articoli determinativi dal latino
Dall'evoluzione fonetica degli aggettivi dimostrativi latini ille (quello), illa (quella) e illud (aggettivo dimostrativo neutro, corrisponde a "quello") otteniamo gli articoli determinativi il, la, e lo italiani; el, la e lo spagnoli e le e la francesi. 
Da ipse (lui stesso), ipsa (lei stessa) e ipsum (pronome dimostrativo neutro, corrisponde a "lo stesso") derivano gli articoli determinativi in sardo su, sa, sos, sas, is; questo tipo di esito si trova anche in alcune varianti del catalano.